# Chowder
Chowder er en tegnefilmserie skabt af C- H. Greenblatt- der sendes på. Serien blev produceret i 2007-2010, og blev sendt Cartoon Network 49 afsnit fordelt på 3 sæsoner.

## Synopsis
Serien handler om titelfiguren Chowder som er i lære som kok og bor i mesterkokken Tandooris køkken cateringvirksomhed.

## Afsnit
| Sæson | Sæson | Segmenter | Afsnit | Oprindelig sendt | Oprindelig sendt |
| Sæson | Sæson | Segmenter | Afsnit | Start            | Slut             |
| ----- | ----- | --------- | ------ | ---------------- | ---------------- |
|       | 1     | 38        | 20     | 2. november 2007 | 24. juli 2008    |
|       | 2     | 38        | 20     | 2. november 2008 | 8.oktober 2009   |
|       | 3     | 17        | 9      | 15. oktober 2009 | 7. august 2010   |

## Medvirkende

### Danske stemmer
- Chowder: Sebastian Alstrup
- Tandoori: Michael Elo
- Panini: Estrid Böttiger
- Gazpacho: Peter Røschke
- Trifli: Ann Hjort
- Endivie: Louise Engell
- Shnitzel: Torben Sekov

## Produktion

### Udvikling
Under udviklingen af Nickelodeons SvampeBob Firkant, havde C. H. Greenblatt tegnet forskellige figurer til sit eget animationsseriekoncept. Greenblatt baserede oprindeligt forudsætningen på ideen om troldmandens lærling, såsom Sværdet i stenen. Plottet blev ændret, så historien drejer sig om en mesterkok, der lærer sin unge lærling at lave mad. Chowder selv blev udviklet uden nogen specifik art i tankerne, men snarere med den hensigt at påberåbe sig billedet af et barns bløde klemlegetøj. Noget af inspiration kommer fra Dr. Seuss med anden inspiration fra lørdag morgen-tegneserier.
Greenblatt præsenterede konceptet for Cartoon Network i midten af 2000'erne, da han begyndte at arbejde som forfatter og storyboard-kunstner for Grumme eventyr med Billy og Mandy, og to år senere blev serien godkendt med endnu et år til produktion, inden pilotepisoden blev sendt. Greenblatt vurderer, at han tilbragte cirka syv år på Chowder, før serien blev sendt første gang i 2007.